# Castellaro di Albisola Superiore
Il Castello di Albisola (anche Castellaro o Castrum Albizole o Arbicella) è un antico castello in rovina posto sulla collina chiamata del Castellaro ad Albisola Superiore, in provincia di Savona, in prossimità della chiesa parrocchiale di San Nicolò, alla confluenza della valle del Riobasco e della valle del Sansobbia. È noto soprattutto per il suo ruolo nelle guerre guelfe-ghibelline tra Genova e Savona del XIII secolo.

## Storia

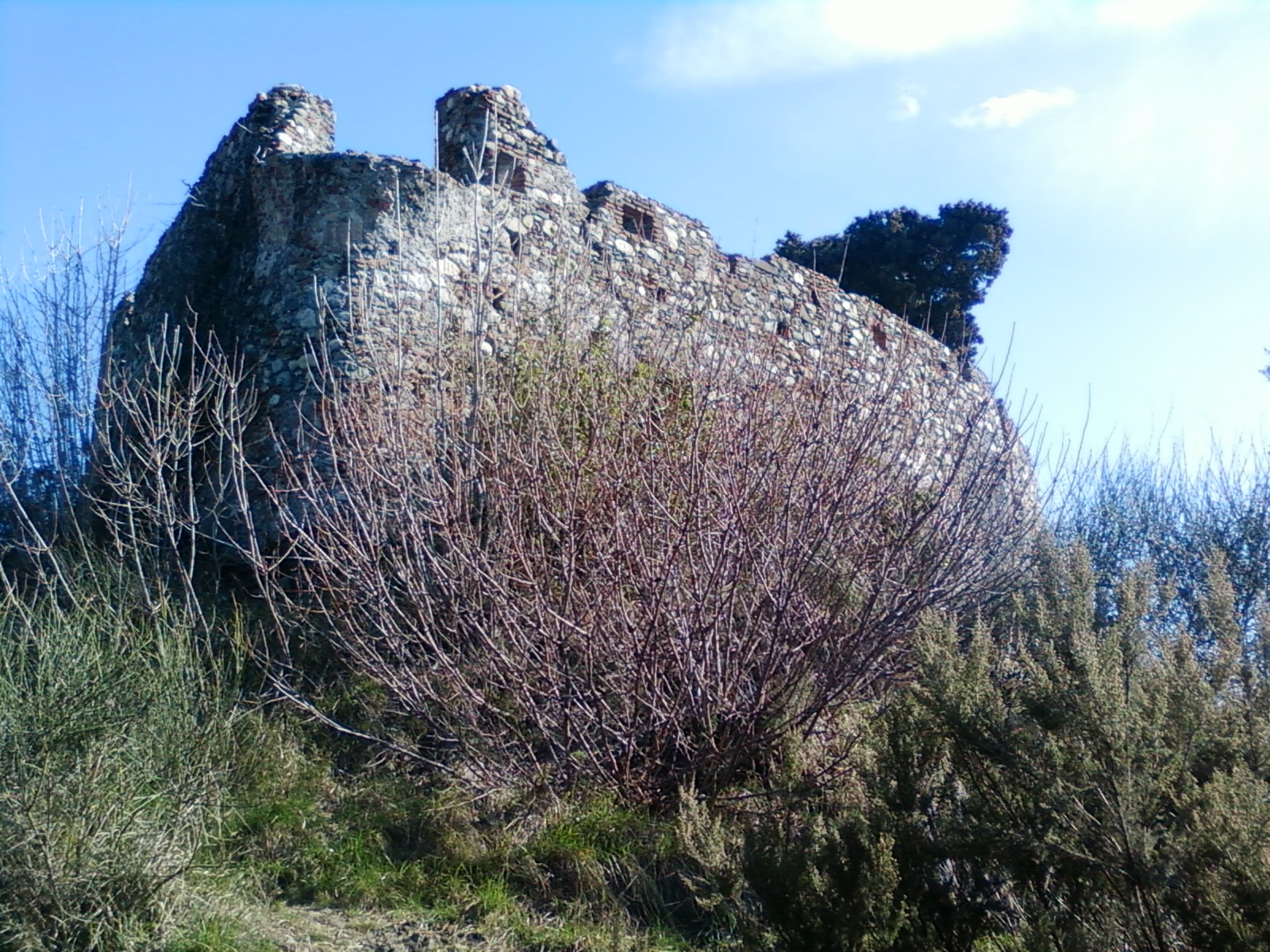
Lato di Nord-Ovest

Il castello fu edificato sulla collina del Castellaro in epoca incerta, probabilmente all'epoca romana o preromana (il nome castellaro indica spesso insediamenti di tribù Liguri) per vigilare l'arrivo delle navi alla vicina Albisola (Alba Docilia). 

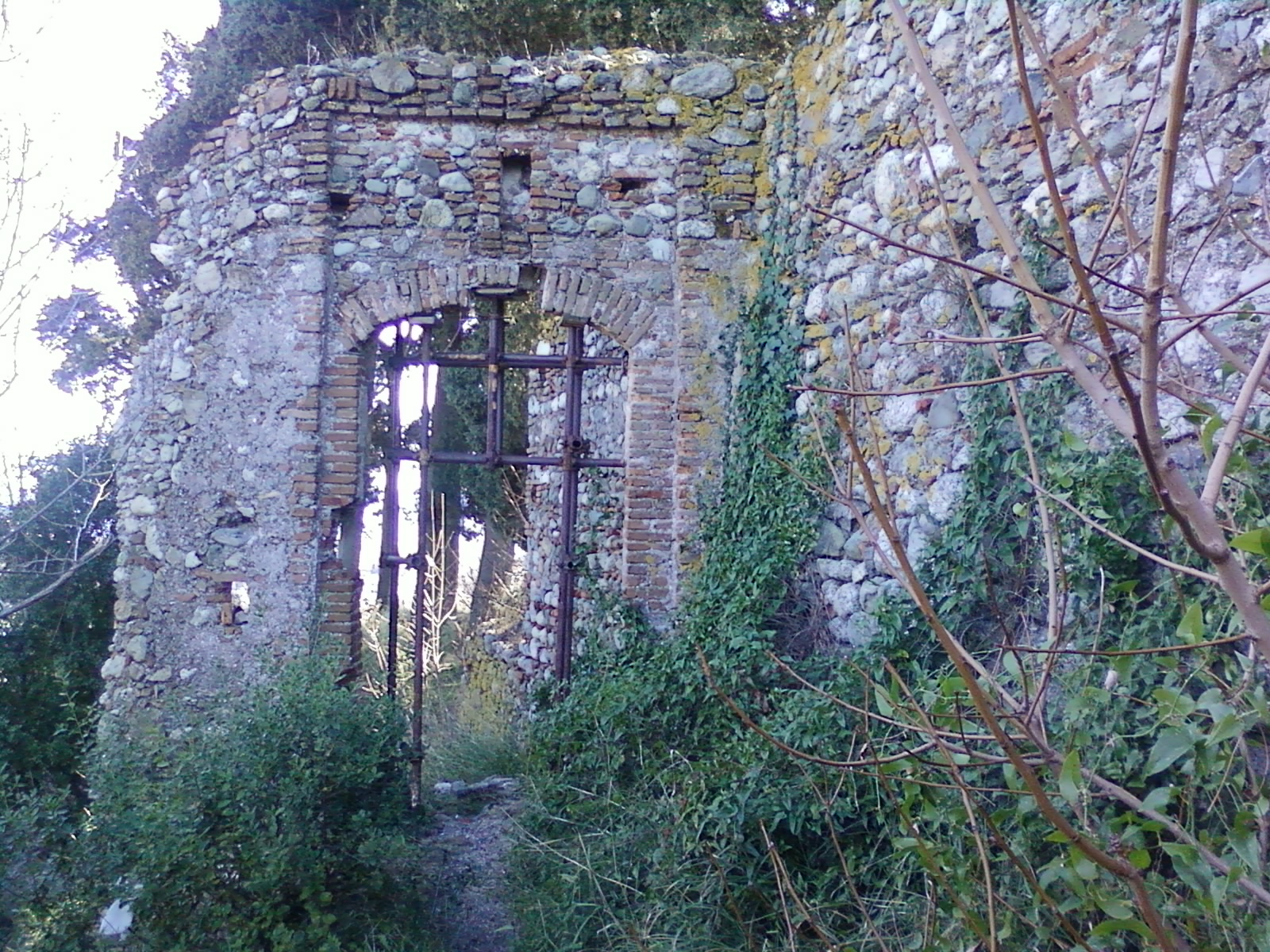
L'ingresso

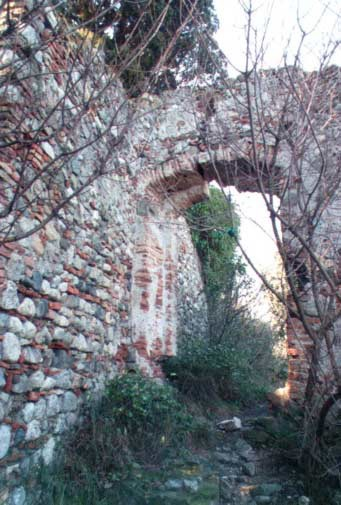
Ruderi

Come il resto del territorio passò all'epoca carolingia sotto il controllo degli Aleramici (X secolo), in particolare alla marca di Savona fino la cessione del territorio al ramo cadetto dei marchesi del Bosco, epoca dalla quale proviene il primo documento in cui viene citato il castello come Castrum Albizole nella donazione fatta dal marchese Ugo II del Bosco al figlio Guelfo d'Albisola nel 1121-22. Il marchese Guelfo stabilisce la corte marchionale di Albissola, poi trasferita a Varazze dai nipoti dopo sua morte senza figli maschi.
I successivi marchesi di Albisola-Varazze cedettero i suoi domini al libero comune di Genova da una parte, e a quello di Savona dall'altra, pretesto su cui a origine la guerra tra i guelfi genovesi e i ghibellini savonesi per il dominio della Rivera di Ponente. In questo contesto avvenne il lungo assedio e espugnazione del Castrum Albizole da parte dai guelfi il 22 aprile 1227, prima della caduta del castello di Stella il 28 aprile dello stesso anno, collegato anche alla corte aleramica di Varazze.
A seguito della sconfitta ghibellina e la morte de l'imperatore Federico II nel 1250, la Rivera di Ponente (anche Savona) si sottomesse a la giurisdizione di Genova al Trattato di Varazze (febbraio 1251). Le proprietà terriere di Albisola, e quindi anche il castello, passarono sotto il controllo genovese. Nella convenzione stipulata dal doge Simone Boccanegra con i ghibellini della Riviera di Ponente nel 1343, il castello d'Albisola venne affermato alla giurisdizione del podestà di Varazze, che da quest'epoca lo mantenne fino alla soppressione della podesteria nel 1789.
Oggetto di interventi di rafforzamento durante il XVII secolo per adattarlo alle nuove armi da fuoco, fu abbandonato definitivamente nel 1805.

## Struttura
L'aspetto attuale è il risultato degli ultimi ammodernamenti effettuati nel corso del XVII e XVIII secolo. Si conservano quasi per intero le mura perimetrali che ricordano nella forma il profilo di una nave con la prua rivolta a nord ovest. Il fortilizio si sviluppa su due livelli diversi, di cui la "prua" risulta essere il più alto.
Raggiungibile da un sentiero pedonale che si diparte nei pressi della sottostante chiesa di San Nicolò, ha l'ingresso posto sul lato est. Sotto di esso una grotta artificiale costituisce quella che un tempo doveva essere la polveriera.
Una tradizione orale locale vuole che esista un passaggio sotterraneo tra il Castellaro e i ruderi della villa romana di Alba Docilia, posti davanti all'attuale stazione ferroviaria.
Non si tratta solo di una "tradizione " orale locale ma di testimonianze orali riportate da chi aveva percorso per lungo tratto quel tunnel, importantissimo per una fortificazione posta a guardia delle valli del Riobasco e del Sansobbia. Successivamente con la costruzione delle nuove vie di comunicazione, ferroviaria prima e autostradale (A10) poi, sicuramente il tunnel divenne inservibile e ostruito nella sua parte finale.